# Тандель (комуна)
Тандель (люксемб. Tandel, фр. Tandel, нім. Tandel) — комуна Люксембургу. Входить до складу кантону Віанден в окрузі Дикірх.

## Географія
Площа території комуни становить 41,72 км² (8-е місце за цим показником серед 116 комун Люксембургу).
Висота найвищої точки комуни над рівнем моря складає 537 метрів (8-е місце за цим показником серед комун країни), найнижчої — 190 метрів (25-е місце).

## Демографія
Станом на 2011 рік на території комуни мешкало 1 747 ос.
Динаміка чисельності населення:

## Адміністративний поділ
До складу комуни входять такі поселення:
| Поселення   | Населення за даними переписів: | Населення за даними переписів: | Населення за даними переписів: |
| Поселення   | на 31.03.1981                  | на 01.03.1991                  | на 15.02.2001                  |
| ----------- | ------------------------------ | ------------------------------ | ------------------------------ |
| Бастендорф  | 301                            | 305                            | 371                            |
| Беттель     | 184                            | 188                            | 207                            |
| Бранденбург | 207                            | 160                            | 189                            |
| Фюрен       | 244                            | 273                            | 353                            |
| Ландшайд    | 63                             | 59                             | 74                             |
| Лонгсдорф   | 57                             | 76                             | 74                             |
| Тандель     | 64                             | 78                             | 87                             |
| Вальсдорф   | 57                             | 57                             | 63                             |